# Драмбон
Драмбон (фр. Drambon) насеље је и општина у источном делу централне Француске у региону Бургоња, у департману Златна обала која припада префектури Дижон.
По подацима из 2011. године у општини је живело 165 становника, а густина насељености је износила 34,59 становника/km². Општина се простире на површини од 4,77 km². Налази се на средњој надморској висини од 192 метара (максималној 207 m, а минималној 186 m).

## Демографија
| 1962. | 1968. | 1975. | 1982. | 1990. | 1999. | 2011. |
| ----- | ----- | ----- | ----- | ----- | ----- | ----- |
| 98    | 104   | 80    | 79    | 112   | 139   | 165   |

График промене броја становника у току последњих година